# Dicranomyia floridana
Dicranomyia floridana är en tvåvingeart som beskrevs av Osten Sacken 1869. Dicranomyia floridana ingår i släktet Dicranomyia och familjen småharkrankar. Inga underarter finns listade i Catalogue of Life.